# Paratrigona compsa
Paratrigona compsa là một loài Hymenoptera trong họ Apidae. Loài này được Camargo & Moure mô tả khoa học năm 1994.